# 553
سنة 553 م (بالأرقام الرومانية: DLIII) كانت سنة بسيطة تبدأ يوم الأربعاء (الرابط يظهر نموذج الجدول الزمني الكامل للسنة) من التقويم اليولياني. بدأت تسمية السنة ب553 منذ العصور الوسطى المبكرة، عندما أصبح تقويم أنو دوميني هو الأسلوب السائد في أوروبا لتسمية السنوات.

## مواليد
- عتيبة بن الحارث التميمي من فرسان العرب المشهورين قبل الإسلام.
- المثقب العبدي

## وفيات
- جيلمار